# Pentanisia schweinfurthii
Pentanisia schweinfurthii är en måreväxtart som beskrevs av William Philip Hiern. Pentanisia schweinfurthii ingår i släktet Pentanisia och familjen måreväxter. Inga underarter finns listade i Catalogue of Life.